# Jaguar Mark IX
Jaguar Mark IX — люкс-автомобіль британської компанії Jaguar 1959–1961 років. Випускався на заміну моделі Mark VIII.

## Історія

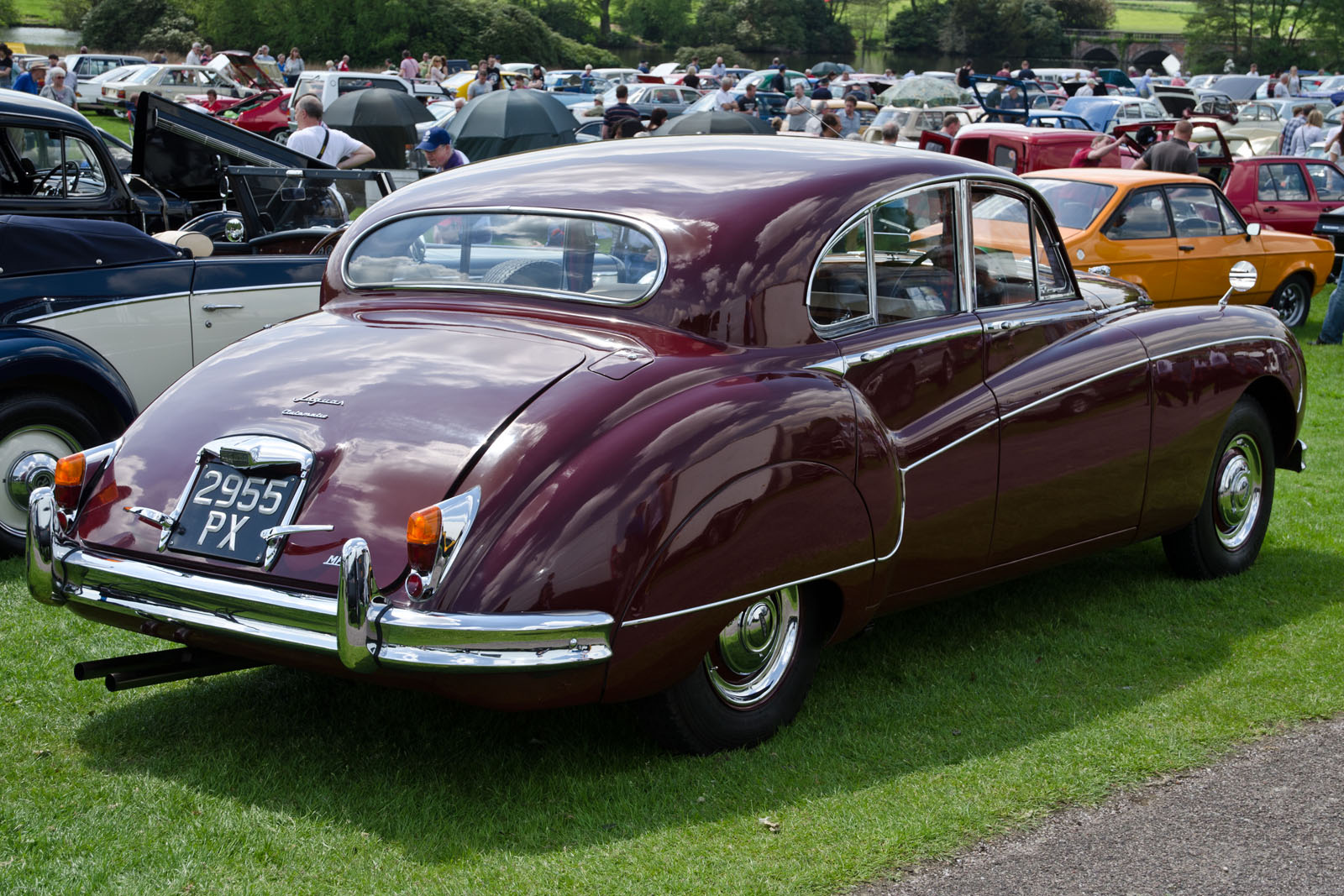

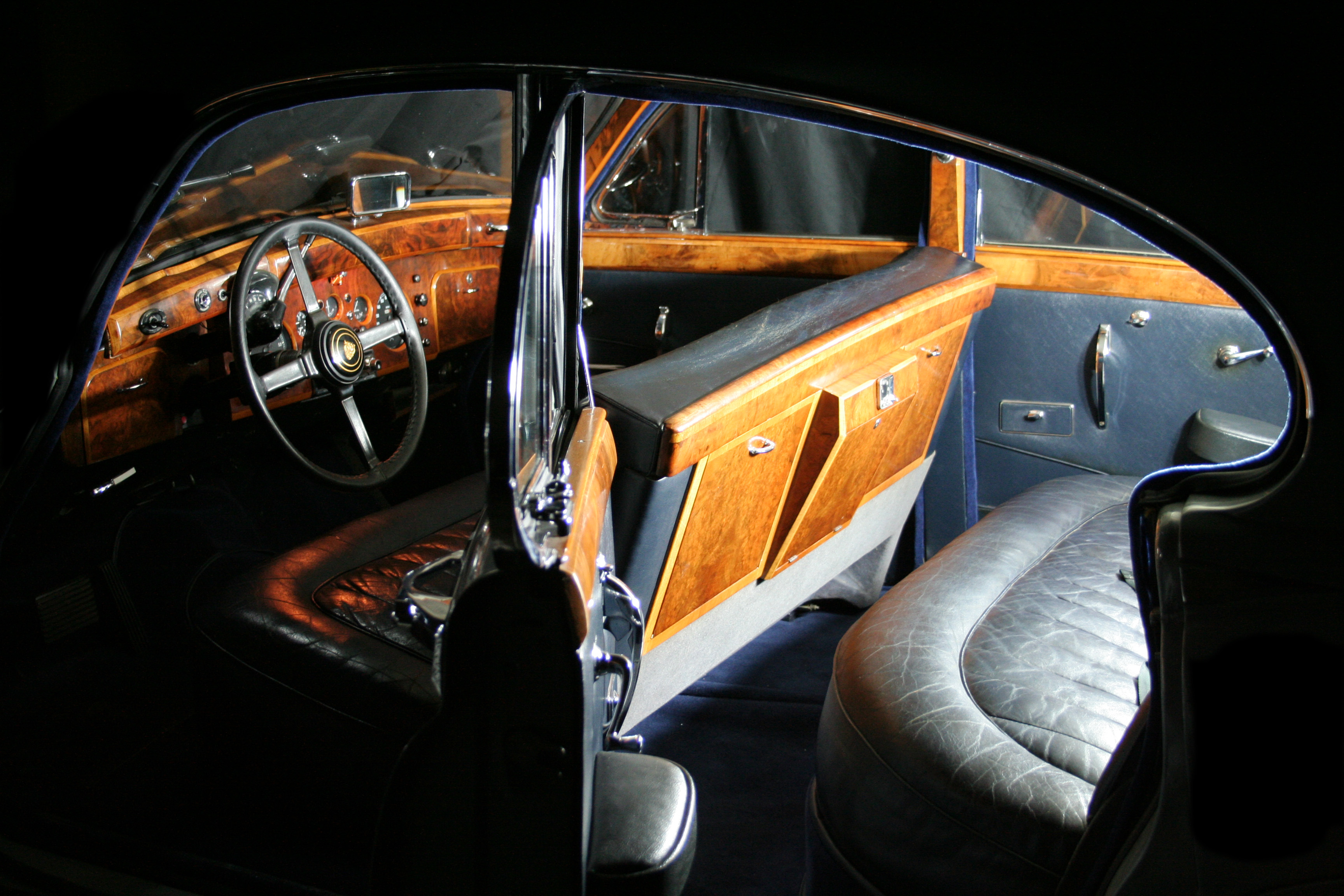
Салон Jaguar Mark IX

У даній моделі було застосовано новий 6-циліндровий рядний мотор більшого об'єму у 3781 см³ з двома клапанами на циліндр, сервопідсилювач керма. Ходова частина, трансмісія була запозичена з попередньої моделі, як і дещо архаїчний кузов.
Як і у попередній моделі, за бажанням покупця могли встановлювати 3-ступеневу автоматичне коробку передач BorgWarner з попередньої моделі, овердрайв.
Загалом було виготовлено 10.009 Jaguar Mark IX. На заміну було запущено модель Jaguar Mark X.